# Cantonul Saint-Germain-Laval
Cantonul Saint-Germain-Laval este un canton din arondismentul Roanne, departamentul Loire, regiunea Rhône-Alpes, Franța.

## Comune
| Comune                    | Populație (1999) | Cod poștal | Cod INSEE |
| ------------------------- | ---------------- | ---------- | --------- |
| Amions                    | 281              | 42260      | 42004     |
| Bully                     | 372              | 42260      | 42027     |
| Dancé                     | 140              | 42260      | 42082     |
| Grézolles                 | 278              | 42260      | 42106     |
| Luré                      | 144              | 42260      | 42125     |
| Nollieux                  | 140              | 42260      | 42160     |
| Pommiers                  | 383              | 42260      | 42173     |
| Saint-Georges-de-Baroille | 299              | 42510      | 42226     |
| Saint-Germain-Laval       | 1570             | 42260      | 42230     |
| Saint-Julien-d'Oddes      | 251              | 42260      | 42243     |
| Saint-Martin-la-Sauveté   | 947              | 42260      | 42260     |
| Saint-Paul-de-Vézelin     | 294              | 42590      | 42268     |
| Saint-Polgues             | 220              | 42260      | 42274     |
| Souternon                 | 321              | 42260      | 42303     |